# بیمارستان تخصصی زنان باختر
بیمارستان باختر یکی از بیمارستان‌های خصوصی شهر خرم‌آباد است. این بیمارستان اولین مرکز تخصصی بیماری‌های زنان، زایمان و نازایی در استان لرستان است.